# Айлин Мухика
Айлин Мухика Ричард (на испански: Aylin Mujica Richard) е кубинска актриса, певица и модел. Известна е с ролите си в теленовели като „Силикон за рая“, „Горките родители на богатите деца“, „Аурора“ и др.

## Биография
Родена е на 24 ноември 1974 г. в Хавана, Куба. Учила е във „Висшия институт по изкуствата“, тъй като е увлечена по балета и в „Училището по международно кино“. От 13-годишна се изявява и като модел.

## Кариера
Кариерата ѝ започва с филма „Крадецът на коне“ през 1994 г. След него през 1995 г. се снима в „Съучастници на ада“ и „Съмнението“. Участва в новелата „Госпожата“ през 1998 г. и през следващата година за първи път играе отрицателна роля в теленовелата „Говори ми за любов“ с актьори като Дана Гарсия, Барбара Мори и Хосе Анхел Ямас. През 2001 г. се снима в епизода „От адът в рая“ в поредицата „Какво искат жените“. Следващата ѝ роля отново е отрицателна в теленовелата „Наследницата“, заедно със Силвия Наваро и Серхио Басанес. Прави дебютът си в компания Телемундо с двойната роля на Вероника и Лаура в теленовелата „Марина“. Там тя се превъплъщава в ролята на лошата Вероника и Лаура, която е добра. Партнира си с актьори като Катрин Сиачоке, Кармен Виялобос, Фабиан Риос и др. в теленовелата „Силикон за рая“, където този път играе сводница. В периода от 2009 до 2012 г. е участвала в теленовелите „Горките родители на богатите деца“, Аурора и Смело сърце.
Играла е и в театъра. Изявява се и на музикалната сцена, като през 2004 г. издава първия си албум на име „Aylin“. Тази година ще бъде водеща на наградите „Premios Billboard de la Musica Mexicana“ заедно с актьора Рафаел Амая.

## Личен живот
Разведена е с продуцента Алехандро Гавира. От него има синове Мауро и Алехандро. От 24 септември 2010 има връзка с актьора Габриел Валенсуела, от когото има дъщеря Виолета. През лятото на 2012 г. Айлин и Габриел обявяват развода си.

## Филмография
- Кадифе: Новата империя (Velvet: El nuevo imperio) (2025) – Глория Оливера де Маркес
- Игра на лъжи (Juego de mentiras) (2023) - Росио Хименес
- Amores que engañan (2022) - Диана
- Като теб няма втори (Como tú no hay 2) (2020) - Ориана Хасо
- Клетниците (Los Miserables) (2014) – Лилиана Дуран-/злодей/
- Смело сърце (Corazon valiente) (2012) – Фернанда дел Кастийо-/злодей/
- Аурора (Aurora) (2010/11) – Ванеса
- Горките родители на богатите деца (Ninos ricos pobres padres) (2009/10) – Вероника Риос
- Силикон за Рая (Sin senos no hay paraiso) (2008) – Лорена Магаянес
- Марина (2006) – Лаура/Вероника/злодей-Вероника/-/Лаура-положителна роля/
- Наследницата (La Heredera) (2004/05) – Лорена-/злодей/
- Да живееш така (Vivir asi) (2002)-/злодей/
- Като вода и масло (Agua y aceite) (2002) – Дебора
- Какво премълчават жените (Lo que callamos las mujeres) (2001/08)
- Говори ми за любов (Hablame de amor) (1999) – Лусия
- Якарандай (Yacaranday) (1998) – Якарандай
- Госпожата (Señora) (1998) – Исабел Фернандес-/злоддей/
- Cancion de amor (1996) – Естрея
- Господарката (La duena) (1995) – Фабиола
- Los complices del infierno (1994)
- El jinete de acero (1994) – Глория

## Дискография
- Aylin (2004)
- Enamorado de 2
- Voy a morir de amor
- Chiqui (Espanol)
- Siempre
- Ya vete
- Mucho mas mujer
- Me alejo de ti
- Dime lo que quieres
- No me llames
- No vas a verme llorar
- Tu amor
- Bye Bye Forever (Chiqui)

## Театър
- La casita del placer
- La cenicienta
- Dracula